# Руис, Педро Ансельмо
Пе́дро Ансе́льмо Руи́с Ла Ро́са (исп. Pedro Anselmo Ruiz La Rosa; 6 июля 1957, Уараль, Перу) — перуанский футболист, полузащитник. Победитель Кубка Америки 1975 года.

## Карьера

### В сборной
Педро Руис дебютировал в составе сборной Перу 22 июня 1975 года в товарищеском матче со сборной Эквадора, завершившимся поражением перуанцев со счётом 0:6. В том же году Руис принял участие в победном для его сборной Кубке Америки, на котором сыграл в двух матчах. Своё последнее выступление за сборную Руис провёл в товарищеском матче со сборной Колумбии 18 июля 1979 года, тот матч перуанцы проиграли со счётом 0:1. Всего же за сборную Педро Руис сыграл 7 официальных матчей.

## Достижения

### Командные
Сборная Перу
- Победитель Кубка Америки: 1975

 «Дефенсор Лима»
- Бронзовый призёр чемпионата Перу: 1971

 «Унион Уараль»
- Чемпион Перу: 1976
- Серебряный призёр чемпионата Перу: 1974

 «Спортинг Кристал»
- Чемпион Перу: 1983